# Lacropte
Lacropte település Franciaországban, Dordogne megyében. Lakosainak száma 691 fő (2022. január 1.). Lacropte La Douze, Saint-Félix-de-Reillac-et-Mortemart, Val de Louyre et Caudeau, Salon, Sanilhac, Boulazac Isle Manoire és Marsaneix községekkel határos.

## Népesség
A település népességének változása:
| Lakosok száma | 596  | 569  | 562  | 606  | 650  | 660  | 651  | 674  | 686  | 691  |
|               | 1968 | 1982 | 1990 | 2006 | 2013 | 2015 | 2017 | 2019 | 2020 | 2022 |